# Kminek
Kminek (Carum L.) – rodzaj roślin z rodziny selerowatych. Obejmuje tylko cztery gatunki w wąskim ujęciu (w przypadku wyodrębnienia części gatunków do osobnych rodzajów Lomatocarum i Trocdaris) lub 20 (tyle gatunków podaje jako zweryfikowanych Plants of the World Online). Rośliny te występują niemal w całej Eurazji – bez południowych i zachodnich krańców Europy i południowo-wschodniej części Azji (w wąskim ujęciu – tylko na Bliskim Wschodzie i w rejonie Kaukazu). Do polskiej flory należy tylko jeden gatunek – kminek zwyczajny Carum carvi. Owoce tej rośliny są popularną przyprawą używaną do aromatyzowania pieczywa, serów, kapusty kwaszonej i likierów.

## Morfologia
PokrójNagie rośliny jednoroczne, dwuletnie lub byliny o łodygach wzniesionych, pustych wewnątrz.
LiściePodwójnie lub potrójnie pierzasto złożone.
KwiatyDrobne, białe lub czerwonawe, zebrane w wielopromieniowe baldachy złożone. Pokryw i pokrywek brak lub ich listki są nieliczne. Płatki korony są okrągławe lub jajowate, silnie wycięte. Ząbki kielicha silnie zredukowane.
OwoceWydłużone i nieco spłaszczone z boków rozłupnie z tępymi żebrami, silnie aromatyczne.

## Systematyka
Pozycja systematyczna
Rodzaj w obrębie rodziny selerowatych (baldaszkowatych) Apiaceae klasyfikowany jest do podrodziny Apioideae, plemienia Careae. 
Ujęcie rodzaju jest nieustalone i wciąż niejasne.
Wykaz gatunków
- Carum appuanum (Viv.) Grande
- Carum asinorum Litard. & Maire
- Carum buriaticum Turcz.
- Carum carvi L. – kminek zwyczajny
- Carum carvifolium (DC.) Arcang.
- Carum caucasicum (M.Bieb.) Boiss.
- Carum diversifolium (DC.) C.B.Clarke
- Carum graecum Boiss. & Heldr.
- Carum heldreichii Boiss.
- Carum iminouakense Quézel
- Carum jahandiezii Litard. & Maire
- Carum lacuum Emb.
- Carum leucocoleon Boiss. & A.Huet
- Carum meifolium Boiss.
- Carum meoides (Griseb.) Halácsy
- Carum pachypodium Candargy
- Carum polyphyllum Boiss. & Balansa
- Carum proliferum Maire
- Carum rupicola Hartvig & Å.Strid
- Carum takenakae Kitag.